# Першун
Першун (лат. Petroselinum crispum) двогодишња је биљка пријатног мириса из фам. штитоноша (Apiaceae, Umbelliferae); гаји се у вртовима као биљка за зачин, а расте и као дивља. Употребљава се плод, корен и листови. Першун појачава апетит и повољно утиче на рад бубрега. Изузетно је богат магнезијумом. Першуново уље делује повољно код проблема са стомачним грчевима. Претечом першуна се сматрају папрати из доба плеистоцена. 
Першун се широко користи у европској, блискоисточној и америчкој кухињи. Коврџави лист першуна се често користи као гарниш. У средњој Европи, источној Европи и јужној Европи, као и у западној Азији, многа јела се служе са свежим зеленим сецканим першуном посипаним по врху. Першун са равним листом је сличан, али је лакши за култивацију, неки кажу да има јачи укус. Корен першуна је веома чест у кухињама централне, источне и јужне Европе, где се користи као ужина или поврће у многим супама, чорбама и касеролима. Сматра се да је првобитно узгајан на Сардинији (Медитеранска област) и да је култивисан око 3. века пре нове ере. Лине је навео да је његово дивље станиште Сардинија, одакле је донет у Енглеску и очигледно први пут култивисан у Британији 1548. године, иако књижевни докази сугеришу да је першун коришћен у Енглеској у средњем веку, још у англосаксонском периоду.

## Опис
Баштенски першун је светло зелена, двогодишња биљка у умереној клими, или једногодишња биљка у суптропским и тропским областима.
Тамо где расте као двогодишња биљка, у првој години формира розету троструких листова дужине 10–25  са бројним листићима од 1–3 , а главни корен се користи као складиште за храну преко зиме. У другој години расте стабљика са цветом до 75 cm (30 in) високим са ређим листовима и штитом пречника 3–10  са равним врхом са бројним жутим до жућкасто-зеленим цветовима пречника 2 . Семе је јајасто, дуго 2–3 , са истакнутим остацима тучка на врху. Једно од једињења етарског уља је апиол. Биљка обично умире након сазревања семена.

## Кулинарска примена
Першун се широко користи у блискоисточној, медитеранској, бразилској и америчкој кухињи. Коврџави лист першуна се често користи као украс. Зелени першун се често користи као украс на јелима од кромпира (кувани или пире кромпир), на јелима од пиринча (рижото или пилав), на риби, прженој пилетини, јагњетини, гушчијем месу и шницлама, као и у чорбама од меса или поврћа (укључујући креолске шкампе, говеђи бургињон, гулаш или пилећи паприкаш).
Семе першуна се такође користи у кувању, дајући јачи укус першуна од лишћа.

### Нутрициони садржај
Першун је извор флавоноида и антиоксиданата, посебно лутеолина, апигенина, фолата, витамина К, витамина Ц и витамина А. Пола супене кашике (грам) сушеног першуна садржи око 6,0  ликопена и 10,7 µg алфа каротена као и 82,9 µg лутеина+зеаксантина и 80,7  бета каротена. Осушени першун може да садржи око 45 /gram апигенина. Садржај апигенина у свежем першуну је наводно 215,5 /100 грама, што је много више од следећег највећег прехрамбеног извора, срца зеленог целера које даје 19,1 /100 грама.

### Превентивне мере
Претерану конзумацију першуна труднице треба да избегавају. Нормалне количине хране су безбедне за труднице, али конзумирање прекомерно великих количина може имати утеротоничне ефекте.

## Култивација
Першун најбоље расте на влажном, добро дренираном земљишту, на пуном сунцу. Најбоље расте између 22—30 °C (72—86 °F),, а обично се узгаја из семена. Клијање је споро, траје четири до шест недеља, и често је тешко због фуранокумарина у омотачу семена. Обично су биљке које се узгајају за лисне усеве размакнуте 10 cm једна од друге, док су оне које се узгајају као кореновке размакнуте 20 cm једна од друге како би се омогућио развој корена.

### Култивари
У узгоју, першун се дели на неколико група сорти, у зависности од облика биљке, што је везано за његову крајњу употребу. Често се третирају као ботаничке сорте, али су то култивисане селекције, а не природног ботаничког порекла.

#### Лист першуна
Две главне групе першуна које се користе као зачинско биље су француски или коврџави лист (P. crispum Crispum Group; syn. P. crispum var. crispum); и, италијански, или равни лист (P. crispum Neapolitanum Group; syn. P. crispum var. neapolitanum). Од њих, група Неаполитанум више личи на природне дивље врсте. Неки баштовани преферирају равнолисни першун јер га је лакше узгајати, као и зато што је толерантнији и на кишу и на сунце, и каже се да има јачи укус—иако је то спорно—док коврџав лист першуна други преферирају због његовог декоративнијег изгледа у гарнирању. Трећи тип, који се понекад узгаја у јужној Италији, има дебеле стабљике листова које подсећају на целер.

#### Корен першуна
Друга врста першуна се узгаја као коренасто поврће, хамбуршки корен першуна (P. crispum Radicosum Group, syn. P. crispum var. tuberosum). Ова врста першуна даје много дебље корење од врста које се узгајају због лишћа. Иако се ретко користи у Британији и Сједињеним Државама, корен першуна је уобичајен у кухињи централне и источне Европе, где се користи у супама и чорбама, или се једноставно једе сиров, као ужина (слично шаргарепи).
Иако корен першуна изгледа слично пашканату, који је међу његовим најближим сродницима у породици Apiaceae, његов укус је сасвим другачији.

## Галерија
- Лиофилизирани першун са именом на немачком, шпанском и грчком на етикети
- Першун равног листа
- Цвет першуна равног листа
- Незрело семе
- Цвет першуна са равним листовима-Флор де перехил
- Пчелињи опрашивач на цвету першуна врсте
- Задебљани корен, Радикосум група